# Těsto

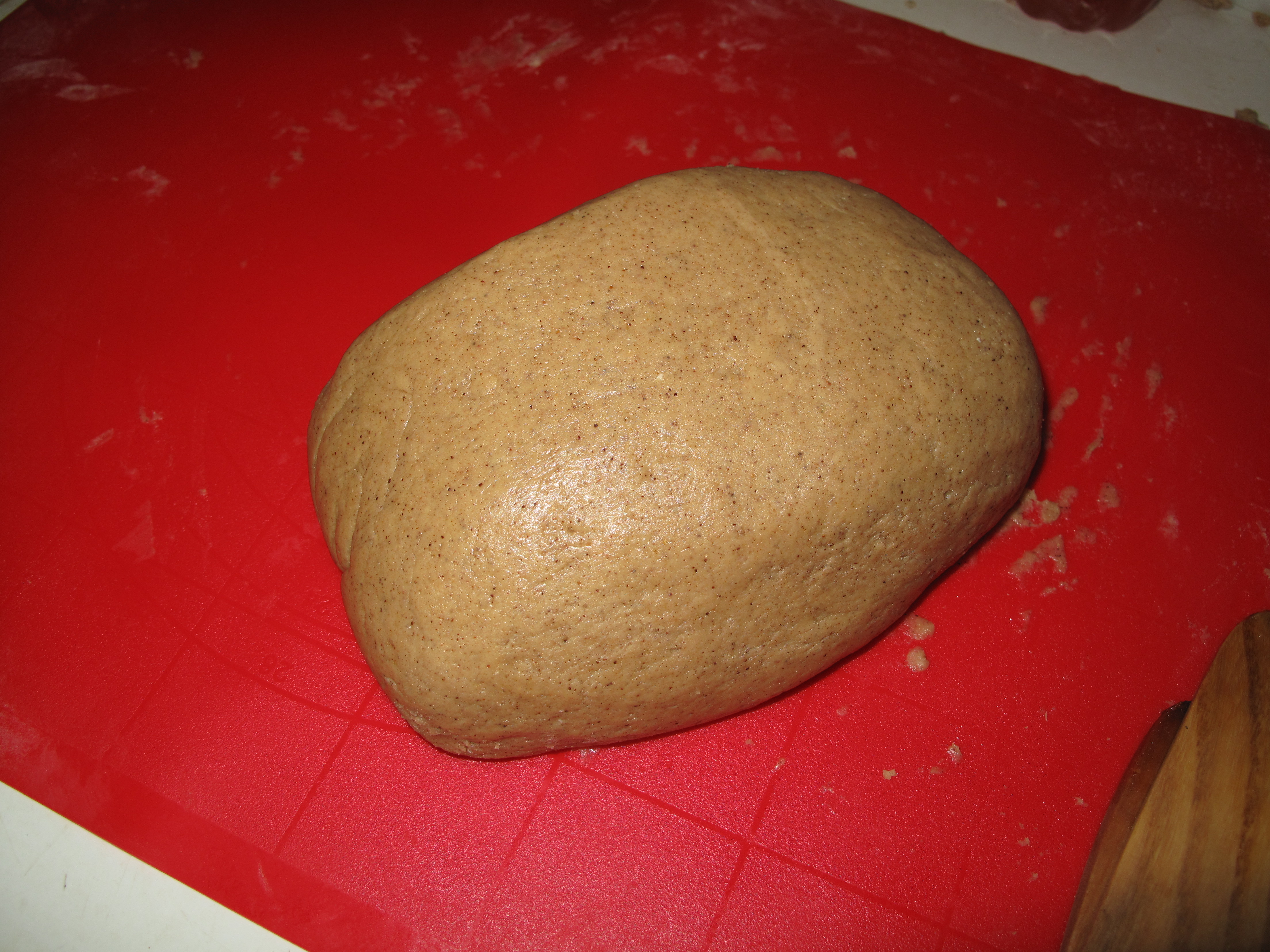
Těsto na perník

Těsto je druh jedlé hmoty, která se vyrábí smícháním určitých přísad jako například mouky a vody. Často se přidávají kvasnice nebo kypřící prášek, aby pak došlo k jeho vykynutí a vznik těsta kynutého. Těsto se z ingrediencí míchá a hněte rukama či strojem (míchačem nebo mixérem).
Těsto se po vypracování vytvaruje, např. se válí pomocí válečku, a zpravidla následně tepelně zpracovává
- pečením,
- vařením,
- smažením.

Tím vzniká pevná jedlá hmota (např. pečiva) určená ke konzumaci. Často tvoří jádro pokrmu, jako například knedlíků, chleba, koláčů, pizzy, či různých druhů placek.
Těsta se mohou rozdělovat na slaná a sladká.

## Druhy těst
- Linecké těsto
- Třené linecké těsto
- Vaflové těsto
- Piškotové těsto
- Odpalované těsto
- Tukové těsto
- Kynuté těsto
- Oblatta těsto
- Medové těsto
- Lité těsto
- Křehké těsto
- Bramborové těsto
- Tvarohovo-olejové těsto
- Pařené těsto
- Kefírové těsto

### Vrstvená těsta
- Listové těsto
- Tažené těsto, též filo, phyllo (obojí z řečtiny), yufka (z turečtiny)
- Plundrové těsto